# Falco amurensis
El cernícalo del Amur (Falco amurensis), anteriormente considerado una subespecie del cernícalo patirrojo, es una especie de ave falconiforme de la familia Falconidae. Se reproduce en el sudeste de Siberia y norte de China, migra al sur de África para invernar. No se conocen subespecies.

## Descripción
El macho es característicamente de color castaño pizarroso oscuro, y puede confundirse con un gavilán gabar melánico, pero el color castaño en bajo vientre debería impedir esta confusión. También puede existir algún parecido superficial con el halcón pizarroso y el cernícalo pizarroso, pero esas especies tienen ambas los pies y la cera amarilla. La distinción del cernícalo del Amur y el patirrojo puede hacerse por el blanco de las cobertoras bajo las alas del cernícalo del Amur, mientras el patirrojo es uniformemente gris.
Las hembras pueden causar una confusión un poquito mayor dado que un amplio espectro de halcones como ellas tienen un patrón típico en la cabeza. El gris en la coronilla debería permitir una rápida distinción de los cernícalos patirrojos. La hembra tiene barrados en la parte baja del vientre. El color rojo de la cera y los pies las distingue de otros halcones.
Para distinguir los juveniles, el color rojo de los pies identifica al grupo de esta especie y del patirrojo, pero la coronilla más oscura y la falta de color anteado hacia arriba del vientre descarta la confusión con esa especie. Las hembras y los juveniles carecen de las cobertoras anteadas bajo el ala del cernícalo patirrojo.

## Parentescos
Durante largo tiempo fue considerada una subespecie o sólo un morfo del cernícalo patirrojo, pero hoy en día es considerado bien distinto. Sin embargo, es el pariente más cercano del cernícalo patirrojo; sus relaciones con otros halcones es más enigmática. Morfológicamente parecen intermedios entre los cernícalos y los alcotanes y los datos de secuencia de ADN no han permitido resolver esta interrogante, principalmente debido a la falta de un muestreo abarcador. Podrían ser más cercanos al esmerejón que ningún otro halcón viviente, o con una relación más general con esta especie y halcones de América como el cernícalo americano y el halcón aleto.

## Dieta
La dieta de esta ave consiste principalmente de insectos tales como termitas.

### Identificación
- Corso, Andrea and William S. Clark, illustrated by Ian Lewington (1998) Identification of Amur Falcon Birding World 11(7):261-8

### Ocurrencia en Europa
- Corso, Andrea and Pete Dennis (1998) Amur Falcons in Italy - a new Western Palearctic bird Birding World 11(7):259-60